# Эффект Шарнхорста
Эффект Шарнхорста — гипотетический опыт, в котором световой сигнал может двигаться между двумя близко расположенными пластинами быстрее скорости света в вакууме. Явление предсказано Клаусом Шарнхорстом из Гумбольдтского университета (Германия) и Гэбриэлом Бартоном из университета Сассекса (Англия). Шарнхорст вывел эффект на основе математического анализа квантовой электродинамики.

## Объяснение
В соответствии с принципом неопределённости Гейзенберга пустое пространство, считающееся полным вакуумом, на самом деле заполнено виртуальными субатомными частицами, называемыми вакуумными флуктуациями. Когда фотон движется в вакууме, он взаимодействует с этими виртуальными частицами и при поглощении может породить пару электрон-позитрон. Эта пара нестабильна и быстро аннигилирует с испусканием фотона, аналогичного поглощённому. По оценке время существования энергии фотона в виде пары электрон-позитрон заметно снижает наблюдаемую скорость фотона в вакууме, так как фотон превращается в частицы с досветовой скоростью.
На основе этого вывода было сделано предположение, что скорость фотона увеличится при движении между пластинами Казимира. Из-за ограниченного пространства между пластинами некоторые виртуальные частицы, существующие в вакууме, будут иметь длины волн, превышающие расстояние между пластинами. Вследствие этого плотность виртуальных частиц между пластинами будет меньше, чем плотность виртуальных частиц снаружи. Таким образом, фотон, движущийся между пластинами, будет тратить меньше времени на взаимодействие с виртуальными частицами, снижающими его скорость. Конечным результатом станет увеличение скорости фотона, и чем ближе будут располагаться пластины, тем выше будет скорость света.
Однако предсказанный эффект будет минимальным. Фотон, проходящий между двумя пластинами, расположенными на расстоянии 1 мкм, увеличит скорость на 10−36. Такое изменение скорости слишком мало для обнаружения существующими приборами, что не позволяет обнаружить эффект Шарнхорста в настоящее время.

## Причинность
Существование фотонов, движущихся быстрее скорости света, поставлено под сомнение, так как это может нарушить причинно-следственные связи, так как при этом информация распространяется быстрее скорости света. Однако несколько авторов указывают, что эффект Шарнхорста не может привести к причинно-следственным парадоксам.